# Zu Asche, zu Staub
Ne doit pas être confondu avec Asche zu Asche.
Zu Asche, zu Staub, littéralement en français : En cendres, en poussière, est la chanson principale des deux premières saisons de la série télévisée allemande Babylon Berlin de 2017, écrite en 2016 pour la série télévisée par Tom Tykwer, Mario Kamien, Larry Mullins et Nikko Weidemann (de),,.

Dans les deux premières saisons de la série télévisée, la chanson est interprétée à plusieurs reprises par l'actrice lituanienne Severija Janušauskaitė dans le rôle de Svetlana Sorokina sur la scène du cabaret Moka Efti. Elle y apparaît en costume androgyne, avec une petite moustache, sous le pseudonyme de Nikoros (anagramme de Sorokin(e)) et est accompagnée d'un orchestre sur scène et d'un ballet de danseuses burlesques dont les costumes font référence à la ceinture de bananes de Joséphine Baker. Au milieu de la chanson, on entend un solo de batterie marquant, écrit et enregistré par Larry Mullins, un membre du groupe Nick Cave and the Bad Seeds,.
La chanson est publiée sur CD par BMG Rights Management dans le cadre de la bande-son. Elle y est apparue en deux versions : Zu Asche, Zu Staub (Psycho Nikoros) [Finale Season 2] et  Zu Asche, Zu Staub (Psycho Nikoros). La chanson est utilisée dans la bande-annonce de la série télévisée.